# Lo Ginebrell (el Meüll)
Lo Ginebrell és un indret i partida del terme municipal de Castell de Mur, dins de l'antic terme de Mur, al Pallars Jussà, en terres del poble del Meüll.
Està situat al sud-oest del Meüll, al nord-est de les restes de Casa Cumons, a l'esquerra del barranc del Meüll.